# タカアザミ
タカアザミ（高薊、学名 Cirsium pendulum）はキク科アザミ属の越年草。

## 特徴
茎の高さは1-3mになり、茎は太く直径1cmを超える。茎葉は長楕円形で、羽状に深裂し、茎の上部にいくにしたがって小形になる。葉の質は柔らかく、葉の基部は茎を抱かない。花期には根生葉は枯れて残っていない。
花期は8-10月で、分枝した茎の先に、下向きに径2.5-3.5cmほどの淡紫色の頭花を多数つける。頭花は筒状花のみで構成されており、花の色は紫色である。
総苞は卵形で、総苞片の外片の先端が少し反り返る。

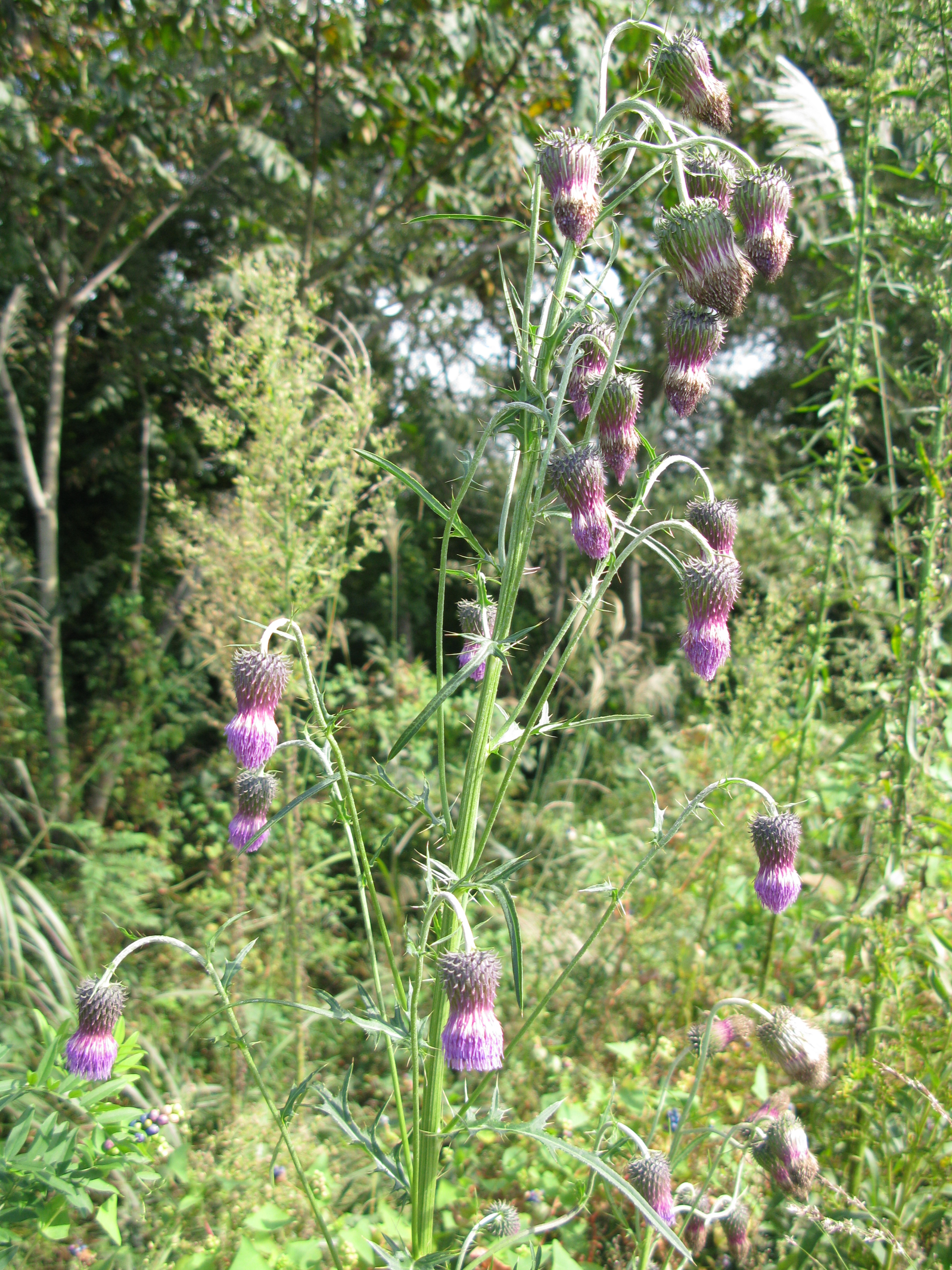
茎に先にぶら下がって咲く
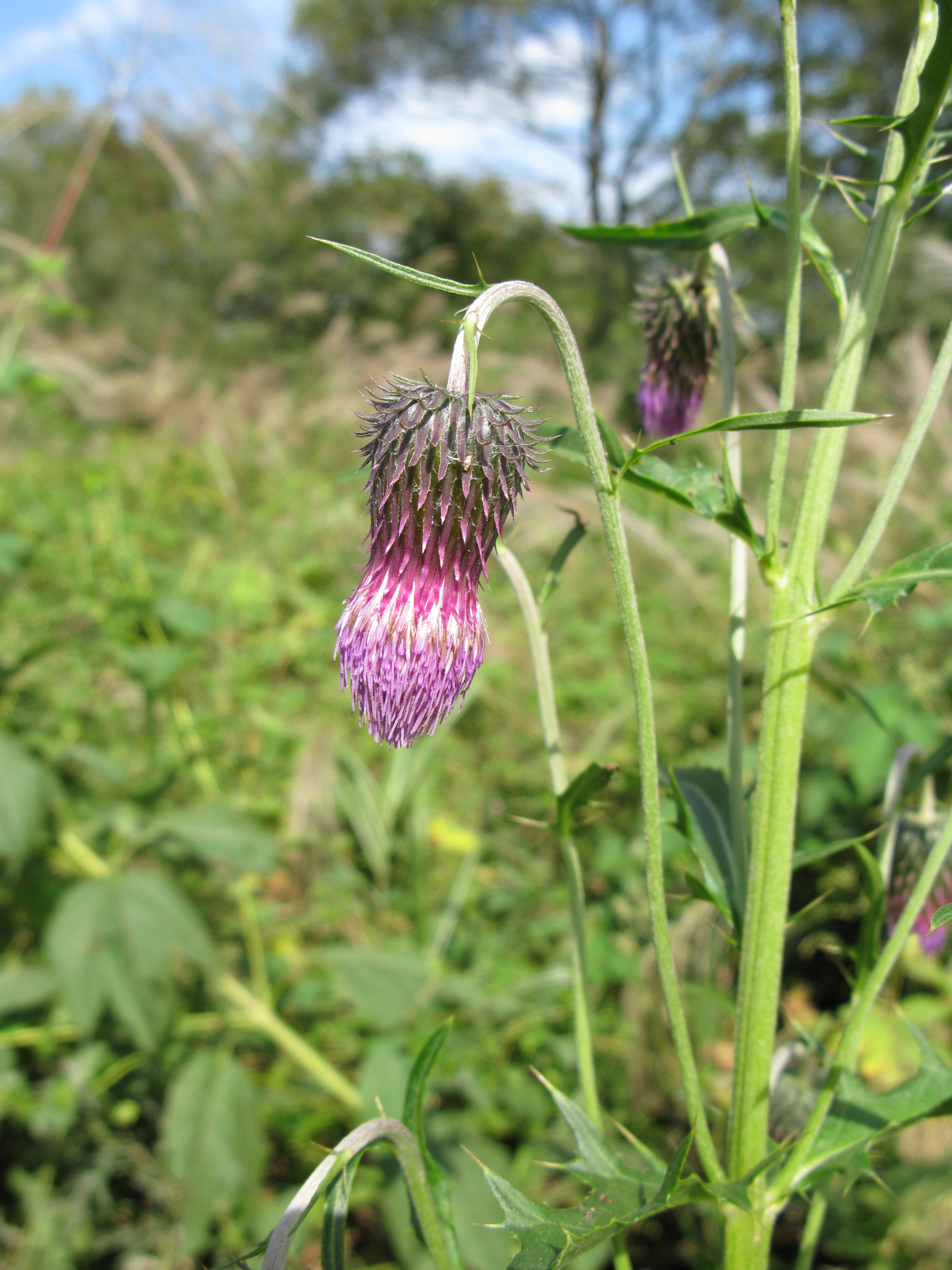
総苞片の外片の先端が少し反り返る

## 分布と生育環境
アザミ属は、分布域が比較的広いものと極端に狭い地域固有種がある。タカアザミの分布域は広く、日本では北海道、長野県以北の本州に、アジアでは朝鮮、中国東北部、ウスリー、ダフリア地方に分布し、堤防や野原に自生する。